# Lateralidad y la habilidad matemática
Los investigadores han sugerido una relación entre la lateralidad y la habilidad para las  matemáticas.  Este vínculo ha sido propuesto por Geschwind, Galaburda, Annett, and Kilshaw.  El enlace sugerido es que un cerebro sin un sesgo extremo hacia la localización del lenguaje en el hemisferio izquierdo tendría una ventaja en la habilidad matemática.

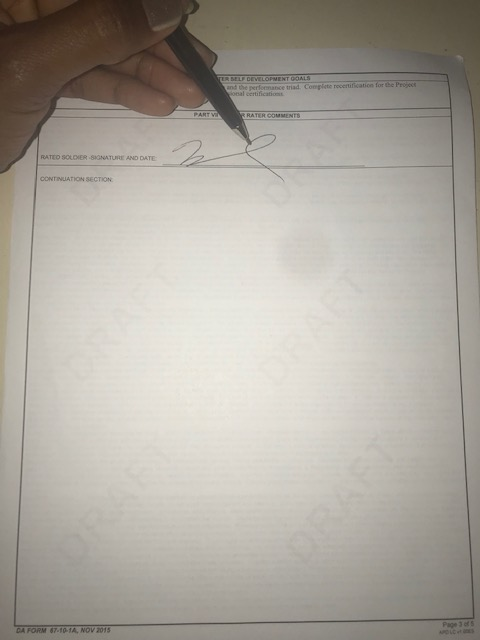
Firma de la mano izquierda

## Cuerpo de investigación

### Estudio de Douglas
Un estudio realizado en 1967 por Douglas no encontró evidencia que correlacione la habilidad matemática con ser zurdo o ambidextro.  El estudio comparó a las personas que quedaron en el 15% más alto de un examen de matemáticas con las de habilidad matemática moderada, y encontró que las preferencias de los dos grupos en cuanto a la lateralidad eran similares.  Sin embargo, descubrió que los que obtuvieron los resultados más bajos en la prueba tenían preferencias de manos mixtas.  Un estudio realizado en 1979 por Peterson descubrió una tendencia hacia tasas  bajas de zurdos en los estudiantes de ciencias.

### Estudio de Jones y Bell
Un estudio realizado en 1980 por Jones y Bell también obtuvo resultados negativos.  Este estudio comparó la lateralidad de un grupo de estudiantes de ingeniería con fuertes habilidades matemáticas con la lateralidad de un grupo de estudiantes de psicología  (de diferentes habilidades matemáticas).  En ambos casos, la distribución de la lateralidad se asemejaba a la de la población en general.

### Estudio de Annett y Kilshaw
Annett y Kilshaw apoyan su hipótesis con varios ejemplos, entre ellos un cuestionario sobre la lateralidad realizado a estudiantes universitarios. Annett observa que los estudios que dependen de las devoluciones voluntarias de un cuestionario sobre la lateralidad van a estar sesgados hacia la zurdera, y señala que este era un punto débil del estudio.  Sin embargo, los resultados fueron que había un número significativamente mayor de zurdos entre los estudiantes masculinos de matemáticas que entre los estudiantes masculinos de otras disciplinas (21% versus 11%) y un número significativamente mayor de no diestros (44% versus 24%), y que había una diferencia similar, aunque menor, entre las estudiantes femeninas (11% versus 8%).  Annett señala que los resultados de este estudio son coherentes con la hipótesis, para explicar la causa de la lateralidad, de la ausencia de un factor genético de desplazamiento hacia la derecha.
Otros ejemplos utilizados por Annett incluyen un estudio en el que se observó el uso de las manos de profesores de matemáticas y otras ciencias de varias universidades y escuelas politécnicas, mientras se sometían a una entrevista personal, en comparación con un grupo de control formado por profesores que no eran de matemáticas.  Una vez más, se encontró una diferencia estadísticamente significativa para los hombres, y de nuevo Annett afirma que esto es consistente con el modelo de desplazamiento hacia la derecha.  Otros ejemplos son un estudio de 1986 de Benbow y un estudio de 1990 de Temple del personal de la Universidad de Oxford, que, según Annett, no muestran que haya un predominio de zurdos en los grupos con talento, ya sea con las matemáticas o de otro tipo, sino que hay un déficit en esos grupos de personas que son fuertemente diestras.

### Estudio de Benbow
Un estudio realizado por C. P. Benbow no se dedicó a probar las habilidades matemáticas de los participantes en el estudio que son zurdos dominantes, sino a probar la debilidad en aquellos que son diestros dominantes.  Utilizando una serie de preguntas que relacionan la zurdera y el talento matemático, Benbow pudo basar la conclusión de su equipo en una serie de preguntas que asociaban la dominancia de la mano y la habilidad matemática.

### Debate en curso
Al ser un tema controversial, el debate sobre la relación entre la lateralidad y las habilidades matemáticas sigue vigente.  Investigadores de la Universidad de Liverpool concluyeron que existe una correlación moderada, aunque significativa, entre las habilidades matemáticas y la lateralidad.